# Юрійс Худяковс
Юрійс Худяковс (латис. Jurijs Hudjakovs, нар. 16 лютого 1969) — латвійський футболіст, що грав на позиції нападника. Зіграв один матч за національну збірну Латвії.

## Клубна кар'єра
Вихованець ризького футболу. У дорослому футболі дебютував 1991 року виступами за «Олімпію».
Влітку 1993 року перейшов в запорізький «Металург». Проте закріпитися в складі нового клубу не зумів, зігравши за півроку лише в одному матчі — 25 вересня вийшов на заміну на останні 11 хвилин домашнього матчу чемпіонату проти луганської «Зорі» (1:1).
На початку 1994 року перейшов в шведський клуб «Елліваре», в якому провів увесь сезон 1994 року.
У січні 1995 року уклав контракт з російським клубом «Нафтохімік» (Нижньокамськ), що виступав у першому дивізіоні. Тут Юрійс провів наступні півтора року своєї кар'єри гравця. Більшість часу, проведеного у складі нижньокамського «Ности», був основним гравцем атакувальної ланки команди, зігравши у 47 матчах чемпіонату, в яких забив 5 голів.
Влітку 1996 року перейшов в польський клуб «Заглемб'є» (Любін), де за пів року зіграв лише у 4 матчах Екстракляси.
Завершив професійну ігрову кар'єру у  «Вентспілсі», за який виступав протягом 1997–1998 років.

## Виступи за збірну
26 травня 1992 року зіграв свій перший і єдиний матч у складі національної збірної Латвії в товариській грі проти збірної Мальти. Гра завершилась поразкою прибалтійців з рахунком 0:1, а Худяковс вийшов на поле на заміну на 70 хвилині. Протягом кар'єри у національній команді, яка тривала усього 1 рік, провів у формі головної команди країни 1 матч.

## Тренерська робота
Після завершення ігрової кар'єри Худяковс став займатися підготовкою молодіжних команд ризької «Даугави», був також тренером резервної клубу. Крім того, був членом тренерського штабу в юнацьких збірних Латвії U-16, U-17 і U-18.
| Дата      | Місто  | Господарі | Результат | Гості  | Турнір           | Голи | Примітки |
| --------- | ------ | --------- | --------- | ------ | ---------------- | ---- | -------- |
| 26-5-1992 | Аттард | Мальта    | 1 – 0     | Латвія | товариський матч | -    | 70'      |
| Усього    |        | Матчів    | 1         |        | Голів            | 0    |          |